# 霧社櫻蚜
霧社櫻蚜（学名：Myzus mushaensis）为常蚜科瘤蚜屬下的一个种。